# Stéphane Bénetière
Stéphane Bénetière (né le 23 septembre 1976 au Coteau) est un coureur cycliste français. Actif durant les années 1990 à 2010, il a été champion de France de demi-fond en 2002 et 2004.

## Palmarès sur route
- 1993
  - 2e du Tour de la Vallée de la Trambouze
- 1994
  - 3e du Tour de la Vallée de la Trambouze
- 1996
  - Dijon-Auxonne-Dijon
- 1998
  - Dijon-Auxonne-Dijon
- 1999
  - Circuit de Côte d'Or
- 2003
  - 3e du Tour du Pays Coulangeois
- 2004
  - Ruban Nivernais-Morvan
  - 2e étape du Tour du Pays Coulangeois
- 2005
  - Ruban Nivernais-Morvan
  - 3e du Grand Prix de Villapourçon
- 2007
  - 2e du Grand Prix de Villapourçon
  - 2e du Trophée de la ville de Cusset
  - 2e du Grand Prix de La Machine
  - 3e du Tour de Côte-d'Or
  - 3e du Circuit des Deux Ponts
- 2008
  - 2e étape du Circuit de Saône-et-Loire
  - 2e de la Transversale des As de l'Ain
- 2010
  - Tour du canton de Châteaumeillant
  - 2e du Tour de Côte-d'Or
  - 3e du Prix des Vins Nouveaux
- 2011
  - 3e du Grand Prix des Grattons
  - 3e du Challenge du Boischaut-Marche
- 2015
  - Prix de La Charité-sur-Loire

## Palmarès sur piste
- 2001
  - 3e du championnat de France de demi-fond
- 2002
  -  Champion de France de demi-fond
- 2003
  - 2e du championnat de France de demi-fond
- 2004
  -  Champion de France de demi-fond